# Santos Mártires Macabeos
La mujer con siete hijos es una figura destacada de la literatura judía y cristiana antigua, mencionada en el Segundo libro de los Macabeos (capítulo 7) y otras fuentes religiosas. Según el relato, ella y sus siete hijos fueron arrestados y martirizados por orden de Antíoco IV Epífanes, quien intentó forzarlos a consumir carne de cerdo, un acto prohibido en la cultura judía. Al negarse a cumplir, fueron torturados y ejecutados uno por uno en presencia de su madre, quien se mantuvo inquebrantable y alentó a sus hijos a morir con dignidad.
Esta historia, que probablemente tuvo lugar durante las persecuciones religiosas hacia 167-166 a. C., ilustra un profundo acto de fe y resistencia, y ha sido interpretada y venerada en varias tradiciones religiosas.

## Relato

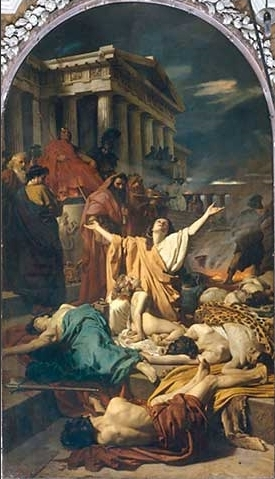
Martirio de los Siete Macabeos (1863) de Antonio Ciseri, que representa a la mujer con sus hijos muertos.

### Segundo libro de los Macabeos
El Segundo libro de los Macabeos, uno de los textos deuterocanónicos de la Biblia, relata el martirio de una madre y sus siete hijos como símbolo de resistencia y fe judía ante la opresión del rey Antíoco IV Epífanes. Este relato precede la revuelta de Judas Macabeo, narrada en el capítulo 8, y presenta a la madre y sus hijos enfrentándose a torturas y ejecución por negarse a violar las leyes religiosas judías consumiendo carne de cerdo, considerada impura en la Torá.
Uno de los hermanos, hablando en nombre de todos, declaró que preferían morir antes que quebrantar la Ley. Enfurecido por la negativa, Antíoco ordenó un castigo brutal: el primer hermano fue torturado frente a su madre y hermanos. Los verdugos le cortaron la lengua, lo desollaron y le amputaron las extremidades. La madre y los hermanos, firmes en su fe, se animaban mutuamente a resistir las órdenes del rey.
El proceso de tortura y ejecución continuó con cada hermano en una serie de martirios sucesivos. Según el relato, la madre, descrita como "la más notable de todas y digna de especial honor", observó la muerte de cada uno de sus hijos. El narrador destaca su valentía, indicando que "lo soportó con valor porque puso su confianza en el Señor". Finalmente, la madre también murió, aunque el texto no especifica si fue ejecutada o si murió de otra manera.
El último de los hijos pronunció un discurso final en el que expresó su esperanza en la vida eterna y en la justicia divina, afirmando que sus hermanos habían "muerto bajo el pacto de vida eterna de Dios".
Este episodio, que representa una defensa inquebrantable de la identidad religiosa, ha sido interpretado a lo largo de los siglos como un símbolo de fidelidad a la ley y de resistencia ante la opresión. El relato concluye de manera ambigua respecto a la muerte de la madre, quien fallece después de presenciar el sacrificio de sus hijos, dejando en el lector la impresión de su papel heroico en el enfrentamiento a la tiranía religiosa.

### Talmud
El Talmud, una de las obras fundamentales del judaísmo rabínico, ofrece una versión similar del martirio de la mujer y sus siete hijos. En esta versión, sin embargo, la razón de su ejecución no es la negativa a consumir carne de cerdo, sino el rechazo a adorar a un ídolo, acto prohibido por la Torá como una grave violación de los mandamientos.
El relato se encuentra en el tratado Guitín 57b, donde el rabino Judá comenta que el pasaje "se refiere a la mujer y sus siete hijos". En esta versión, el rey, sin ser identificado explícitamente, es referido como "Emperador" o "César", una referencia generalizada a un líder opresor. Cada hijo es ejecutado sucesivamente por negarse a abandonar su fe, una narrativa similar al relato en el Segundo libro de los Macabeos, pero con una conclusión que destaca el trágico suicidio de la madre. 
Según el Talmud, tras la ejecución de sus hijos, la madre se arroja desde un tejado, prefiriendo la muerte antes que vivir tras presenciar el martirio de su familia. La narración dice que ella "se subió a un tejado y se arrojó al suelo, encontrando la muerte". Este desenlace enfatiza su desesperación y fidelidad a la fe judía, consolidándola como una figura de fortaleza espiritual.
Este relato del Talmud ha sido interpretado por diversos comentaristas como un ejemplo de Kidush Hashem, el concepto de "santificación del Nombre" mediante la resistencia ante la opresión y el martirio. En la literatura judía, la figura de la madre y sus hijos ha llegado a simbolizar el sacrificio máximo en defensa de la fe, un tema que ha inspirado numerosas interpretaciones en la literatura rabínica y en las tradiciones de mártires judíos durante persecuciones posteriores.

### Otras versiones
Existen versiones alternativas de la historia de la madre y sus siete hijos en otros textos judíos y helenísticos, cada uno con variaciones que ofrecen matices distintos al relato original de 2 Macabeos. Estos relatos adicionales se encuentran en el Cuarto libro de los Macabeos y en el Josipón, una crónica medieval judía.
El Cuarto libro de los Macabeos, un texto filosófico y religioso que profundiza en el tema del martirio y la razón, menciona la historia como ejemplo de resistencia y autocontrol. En este relato, se sugiere que la madre, tras ver el martirio de sus hijos, se arrojó a las llamas para unirse a ellos en la muerte (4 Macabeos 17:1), mostrando su devoción y rechazo absoluto a la opresión. Este texto, aunque no es parte de los deuterocanónicos en todas las tradiciones, es considerado canónico en algunas ramas de la Iglesia ortodoxa y destaca por su exploración de la fortaleza moral y la voluntad humana en defensa de la fe.
Otra versión se encuentra en el Josipón, una crónica histórica y legendaria escrita en hebreo en el siglo X, que ofrece un relato distinto. En el Josipón, se narra que la madre murió al desplomarse sobre los cuerpos de sus hijos, abrazando sus cadáveres en un acto de dolor y sacrificio. Esta versión ha sido interpretada como una representación de la conexión física y emocional de la madre con sus hijos, subrayando su amor y solidaridad hasta el último momento.
Ambas versiones del relato, el de 4 Macabeos y el Josipón, han enriquecido la tradición del martirio judío, enfatizando diferentes aspectos de la resistencia: en 4 Macabeos, el sacrificio es un acto de fe y razón, mientras que en el Josipón, se subraya el vínculo familiar y el dolor de la pérdida. Estas variantes han influido en la interpretación y el simbolismo de la historia de la madre y sus siete hijos en la literatura judía y cristiana, consolidándola como un ejemplo perdurable de Kidush Hashem ("santificación del Nombre") mediante la defensa de la fe.

## Nombre
A lo largo de la historia, diversas tradiciones han propuesto nombres para esta figura materna del relato de los Macabeos. Aunque su nombre no aparece en el Segundo libro de los Macabeos, los textos posteriores y las interpretaciones rabínicas y cristianas le atribuyen distintos nombres que varían según la tradición religiosa y cultural.
En el Midrash Lamentations Rabbah, una colección de interpretaciones judías antiguas del Libro de las Lamentaciones, se la menciona como Miriam bat Tanhum, destacando su carácter maternal y su fortaleza espiritual.
En la Iglesia ortodoxa oriental, es conocida como Salomonia, nombre que subraya su estatus en las tradiciones cristianas como madre mártir y símbolo de fe.
La iglesia apostólica armenia la llama Shamuna, y en la iglesia siríaca se le conoce como Shmuni. Estas variantes reflejan la influencia de su historia en las iglesias de Oriente Medio, donde el relato se ha transmitido a través de la hagiografía.
En el Josipón, una crónica hebrea escrita en el siglo X, se la llama Hannah (o Chana), posiblemente en referencia a Ana, la madre del profeta Samuel, mencionada en el Libro de Samuel, donde se dice que "la mujer estéril da a luz siete". Este paralelismo refuerza la imagen de Hannah como símbolo de devoción maternal y sacrificio en la tradición judía. El historiador Gerson D. Cohen destaca que esta conexión con el nombre "Hannah" solo aparece en la versión española del Josipón (1510), mientras que la versión de Mantua (c. 1480) se refiere a ella de manera anónima, lo que podría indicar una evolución en la tradición narrativa.
La variabilidad de los nombres en estas tradiciones demuestra la importancia cultural y espiritual de esta figura, que se ha convertido en un arquetipo de la maternidad, el sacrificio y la fidelidad religiosa en el judaísmo y el cristianismo, inspirando a generaciones con su ejemplo de resistencia y piedad.

## Legado

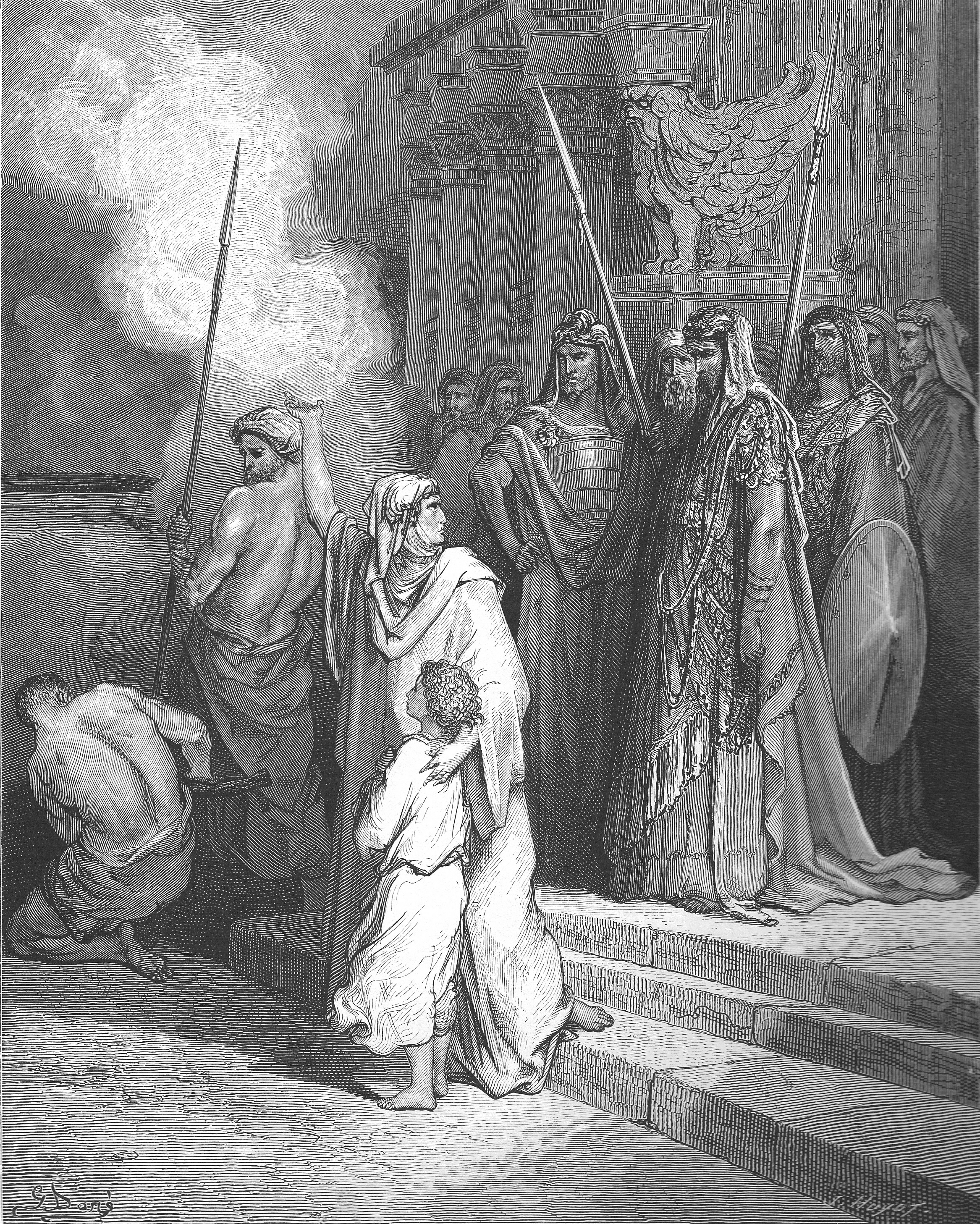
El valor de una madre, ilustración de Gustave Doré para La Grande Bible de Tours, 1866.

La historia de la mujer con siete hijos ha perdurado como símbolo de fe y firmeza religiosa en la tradición judía y cristiana. Su historia, narrada en el Segundo libro de los Macabeos, subraya que "la fuerza de los judíos radica en el cumplimiento de las mitzvot" (preceptos religiosos). Su sacrificio ha inspirado generaciones de fieles como ejemplo de resistencia espiritual y fidelidad a la Ley judía.
La historia ha sido vista como un acto de Kidush Hashem, "santificación del Nombre", en el que se da la vida antes que abandonar la fe. En la iconografía cristiana, esta historia también ha sido interpretada como un testimonio de fortaleza espiritual y esperanza en la vida eterna.

### Interpretaciones cristianas
El teólogo cristiano Hilario de Poitiers la menciona en sus escritos, describiéndola como una especie de profeta, y cita el Segundo libro de los Macabeos 7:28 para argumentar que "todas las cosas, como dice el Profeta, fueron hechas de la nada". Según el erudito Patrick Henry Reardon, Hilario alude a esta figura como ejemplo de firmeza en la fe y en la creencia en la resurrección.
El apologista católico Jimmy Akin utiliza este relato para argumentar a favor de los deuterocanónicos, señalando que la Epístola a los Hebreos (11:35) menciona la "resurrección a una vida mejor" aludiendo a 2 Macabeos 7. Esta esperanza de vida eterna, que no se encuentra en el Antiguo Testamento protestante, sustenta la importancia de los deuterocanónicos en la fe cristiana.

### Reliquias y sitios conmemorativos
La veneración de la mujer con siete hijos como mártir se ha manifestado en la conservación de supuestas reliquias y sitios conmemorativos. Según la tradición cristiana de Antioquía, los restos de la madre y sus hijos fueron sepultados en una sinagoga que, posteriormente, se convirtió en iglesia en el barrio de Kerateion de Antioquía del Orontes.
En 1876, se descubrieron en San Pietro in Vincoli (Roma) tumbas que, según la tradición cristiana, contenían los restos de estos mártires, lo que atrajo la veneración de los fieles. También se asocia una tumba en el cementerio judío de Safed con la madre y sus siete hijos, un lugar de importancia histórica y espiritual para la comunidad judía en Israel.

### Simbolismo duradero
La figura de la mujer con siete hijos ha sido valorada por su firmeza y la enseñanza que dio a sus hijos sobre el valor de la fe, incluso a costa de la vida. Este legado ha sido representado artísticamente, como en la ilustración El valor de una madre de Gustave Doré en La Grande Bible de Tours (1866), y continúa siendo un símbolo de martirio y sacrificio por ideales religiosos. Su historia sigue siendo una inspiración en la literatura judía y hagiografía cristiana.

## Santos Mártires Macabeos

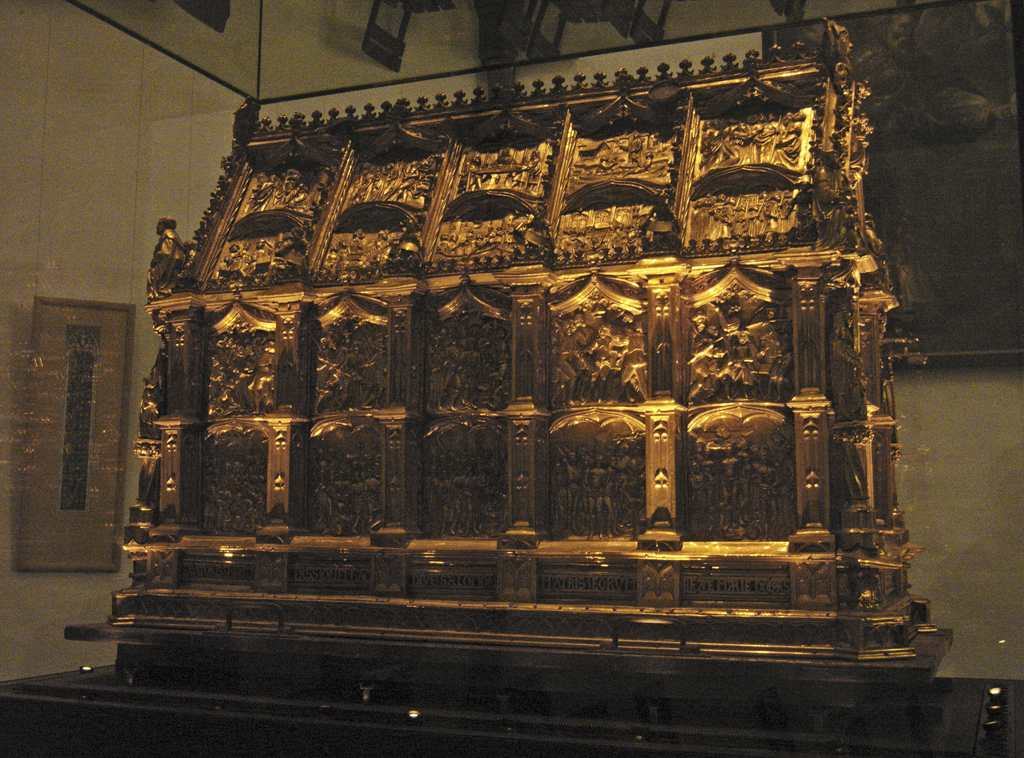
Lo que se cree que son las reliquias de los Macabeos, en el Santuario de los Macabeos en la Iglesia de San Andrés, Colonia, Alemania.

La madre con siete hijos, junto con Eleazar, mencionado en el capítulo 6 del Segundo libro de los Macabeos, son conocidos como los "Santos Macabeos" o "Santos Mártires Macabeos" en la Iglesia católica y en la Iglesia ortodoxa. Aunque no están relacionados directamente con los gobernantes hasmoneos llamados Macabeos, su historia se ha convertido en un símbolo de fidelidad y resistencia religiosa.
La Iglesia Ortodoxa conmemora a los Santos Mártires Macabeos el 1 de agosto, día en el que se celebran como ejemplo de fe y martirio. En la Iglesia católica, estos mártires también fueron conmemorados en el Calendario romano general hasta 1969, cuando la fiesta fue omitida durante la revisión litúrgica llevada a cabo tras el Concilio Vaticano II. Antes de esto, su memoria se incluía en la liturgia del rito romano en el contexto de la festividad de San Pedro Encadenado (San Pedro ad Vincula, 1 de agosto). No obstante, los Santos Macabeos siguen siendo reconocidos en el martirologio romano, lo que permite su veneración por católicos en cualquier lugar.

### Nombres de los Mártires Macabeos
Los nombres de los hijos varían entre diferentes tradiciones. Según la tradición ortodoxa, los hijos de la madre son conocidos como Abim, Antonius, Gurias, Eleazar, Eusebonus, Alimus y Marcellus. En la tradición siríaca, según el Fenqitho (libro de oficios festivos), la madre es llamada Shmooni, y sus hijos son conocidos como Habroun, Hebsoun, Bakhous, Adai, Tarsai, Maqbai y Yawnothon.
En la Iglesia ortodoxa de Etiopía, que incluye tres libros etíopes de Meqabyan en su canon, se menciona un grupo diferente de "Mártires Macabeos". Estos textos describen a cinco hermanos, incluyendo a 'Abya, Seela y Pantos, hijos de un benjamita llamado Macabeo, que fueron capturados y martirizados por liderar una resistencia contra Antíoco IV Epífanes. Aunque este grupo no es el mismo que el mencionado en 2 Macabeos, comparten el espíritu de martirio y resistencia.

### Influencia cultural y término "macabro"
La historia de los Mártires Macabeos ha tenido un impacto cultural duradero. En la Edad Media, los mártires macabeos fueron representados en varias obras de teatro de misterio, donde se dramatizaban sus sufrimientos y su martirio. Se cree que el término "macabro", que alude a temas sombríos y mortales, puede haber derivado del latín Machabaeorum debido a las representaciones del martirio de los Macabeos en estas obras.
El martirio de la madre y sus hijos sigue siendo una fuente de inspiración en la literatura judía y hagiografía cristiana, donde representan el valor de la fidelidad religiosa ante la persecución y el sacrificio por la fe.